# Andrzej Jaranowski
Andrzej Jaranowski herbu Topór (zm. w 1727 roku) – kasztelan kowalski w latach 1704-1726, stolnik brzeskokujawski w latach 1685-1704.
Był elektorem Augusta II Mocnego z województwa brzeskokujawskiego w 1697 roku.